# Thuận Hải
Thuận Hải là một tỉnh cũ nằm ở cực Nam Trung Bộ, Việt Nam.

## Địa lý
Trước khi giải thể (năm 1991), tỉnh Thuận Hải có vị trí địa lý:
- Phía bắc giáp tỉnh Khánh Hòa
- Phía nam và phía đông giáp biển Đông
- Phía tây giáp tỉnh Lâm Đồng và tỉnh Đồng Nai.

## Lịch sử
Tỉnh Thuận Hải được thành lập vào tháng 2 năm 1976, hợp nhất từ ba tỉnh Ninh Thuận, Bình Thuận, và Bình Tuy. Tỉnh lỵ của tỉnh Thuận Hải ban đầu là thị xã Phan Rang, cho đến tháng 4 năm 1977 thì chuyển qua thị xã Phan Thiết. Đến ngày 26 tháng 12 năm 1991, tỉnh Thuận Hải lại chia ra thành hai tỉnh riêng là Bình Thuận và Ninh Thuận. Trong đó, tỉnh Bình Thuận mới bao gồm cả tỉnh Bình Tuy cũ. Hai tỉnh mới đi vào hoạt động từ tháng 4 năm 1992.
Đơn vị hành chính của tỉnh Thuận Hải ban đầu bao gồm 2 thị xã: Phan Rang, Phan Thiết (tỉnh lỵ) và 7 huyện: An Phước, Bắc Bình, Đức Linh, Hàm Tân, Hàm Thuận, Ninh Hải, Ninh Sơn.
Năm 1977, hợp nhất thị xã Phan Rang và 2 huyện An Phước, Ninh Sơn thành huyện An Sơn; thành lập huyện Phú Quý trên cơ sở đảo Phú Quý.
Năm 1981, chia huyện An Sơn thành thị xã Phan Rang – Tháp Chàm và hai huyện Ninh Phước, Ninh Sơn.
Năm 1982, chia huyện Bắc Bình thành hai huyện: Bắc Bình và Tuy Phong; chia huyện Đức Linh thành hai huyện: Đức Linh và Tánh Linh; chia huyện Hàm Thuận thành hai huyện: Hàm Thuận Bắc và Hàm Thuận Nam.
Từ đó, đơn vị hành chính của tỉnh Thuận Hải bao gồm 2 thị xã: Phan Rang – Tháp Chàm, Phan Thiết (tỉnh lị) và 11 huyện: Bắc Bình, Đức Linh, Hàm Tân, Hàm Thuận Bắc, Hàm Thuận Nam, Ninh Hải, Ninh Phước, Ninh Sơn, Phú Quý, Tánh Linh, Tuy Phong.
| Dân số tỉnh Thuận Hải qua các năm | Dân số tỉnh Thuận Hải qua các năm | Dân số tỉnh Thuận Hải qua các năm |
| Năm                               | Diện tích (km²)                   | Dân số (người)                    |
| --------------------------------- | --------------------------------- | --------------------------------- |
| 8/1979                            | 11.450                            | 909.500                           |
| 1/10/1981                         | 11.374                            | 958.000                           |
| 31/12/1984                        | 11.374                            | 1.084.600                         |
| 1990                              | 11.422                            | 1.169.930                         |

Ngày 26 tháng 12 năm 1991, kỳ họp thứ 10 Quốc hội khóa VIII ra nghị quyết chia tỉnh Thuận Hải để tái lập tỉnh Bình Thuận và tỉnh Ninh Thuận. Tỉnh Bình Thuận gồm thị xã Phan Thiết và 8 huyện: Bắc Bình, Đức Linh, Hàm Tân, Hàm Thuận Bắc, Hàm Thuận Nam, Phú Quý, Tánh Linh, Tuy Phong. Tỉnh Ninh Thuận gồm thị xã Phan Rang – Tháp Chàm và 3 huyện: Ninh Hải, Ninh Phước, Ninh Sơn.
Biển số 48 là Biển số tỉnh Thuận Hải (hiện nay đã tách ra thành tỉnh Bình Thuận và Ninh Thuận). Hiện nay biển số 48 là biển số tỉnh Đắk Nông (thành lập năm 2004).